# Luis Heriberto Rivas
Luis Heriberto Rivas (25 de Mayo, provincia de Buenos Aires, 4 de agosto de 1933-Buenos Aires, 9 de junio de 2022) fue un sacerdote y prelado católico argentino, biblista reconocido internacionalmente. Sostenedor del método histórico-crítico y de los modernos métodos literarios aplicados a los escritos bíblicos, se le considera uno de los biblistas más destacados de la Argentina.

## Biografía

### Primeros años y formación académica
Nació en la localidad de 25 de mayo en 1933, se trasladó a Buenos Aires con sus padres en su niñez. Vivió en el barrio de Flores, y asistió a la parroquia de San José de Flores junto con Jorge Mario Bergoglio. Sintió una vocación temprana por el sacerdocio y una inclinación por la lectura de la Biblia, lo que no era usual en los años previos al Concilio Vaticano II. En 1946, con trece años de edad, adquirió con sus ahorros un primer ejemplar de la traducción de la Biblia al español realizada por Félix Torres Amat y publicada en Buenos Aires por Juan Straubinger. Ingresó al seminario de Buenos Aires en 1952. Se graduó como licenciado en Teología en la Facultad de Teología del Seminario Metropolitano de la Arquidiócesis de Buenos Aires el 30 de noviembre de 1959, y fue ordenado sacerdote por el cardenal Antonio Caggiano el 20 de diciembre de 1959 en la catedral de Buenos Aires. Junto con Rivas fue ordenado Carlos Mugica. Inicialmente desarrolló su ministerio pastoral en parroquias de Buenos Aires, y más tarde se trasladó a Jerusalén para su especialización en estudios bíblicos. 
Se especializó en el Studium Biblicum Franciscanum de Jerusalén, y el 26 de mayo de 1966 obtuvo la licenciatura en Exégesis bíblica otorgada por la Pontificia Commissio de Re Biblica del Vaticano. A su retorno a Buenos Aires fue destinado exclusivamente para la enseñanza, primero en el Seminario arquidiocesano y luego en la Facultad de Teología de la Universidad Católica Argentina.

### Trayectoria
Desde su ordenación formó parte del clero secular de la arquidiócesis de Buenos Aires. Fue profesor ordinario de Sagradas Escrituras de la Facultad de Teología de la Universidad Católica Argentina desde 1967, año en que comenzó a desempeñarse como profesor adjunto de Jorge María Mejía. Fue profesor a cargo de la cátedra en el Instituto Superior de Teología y Ciencias Religiosas de la Universidad Católica "Nuestra Señora de la Asunción" (1971 a 1978), profesor invitado en el Instituto de la Pontificia Universidad Católica de Valparaíso (1978), profesor titular de Sagradas Escrituras en el Instituto de Teología de la Universidad del Norte Santo Tomás de Aquino (1990/2012/2013 y continúa), y profesor en la Facultad de Teología de San Miguel (2008 a 2013). Fue el primer director del Departamento de Sagrada Escritura en la Universidad Católica Argentina.
En 1981 fue censor de El Libro del Pueblo de Dios, versión en español de la Biblia utilizada por el sitio web de la Santa Sede como fuente para las citas bíblicas en ese idioma. Censor arquidiocesano en 1991, fue designado nuevamente para el período 2010-2020. También se desempeñó como secretario adjunto para las relaciones judeo-católicas del Departamento de ecumenismo del Consejo Episcopal Latinoamericano. Fue elegido presidente de la Sociedad Argentina de Teología en varias ocasiones (1990, 1992, 1995), y designado perito consultor de la Comisión Episcopal de Fe y Cultura de la Conferencia Episcopal Argentina. Miembro del consejo de redacción de la Revista Teología, asumió además la dirección de la Revista Bíblica. Esta revista fue fundada por Juan Straubinger en 1939, y a partir de 2000 pasó a depender del grupo de escrituristas reunidos en el ámbito de la Sociedad Argentina de Teología, con una línea de artículos dedicados a científicos, escrituristas y estudiantes de la Biblia.
Fue uno de los diecinueve especialistas que participaron en la traducción del Nuevo Testamento de la Biblia de la Iglesia en América, nueva traducción dirigida a todos los hispanohablantes de América. Se trata de un proyecto del CELAM que busca facilitar la pastoral con una traducción actualizada hecha por especialistas latinoamericanos.

### Reconocimientos

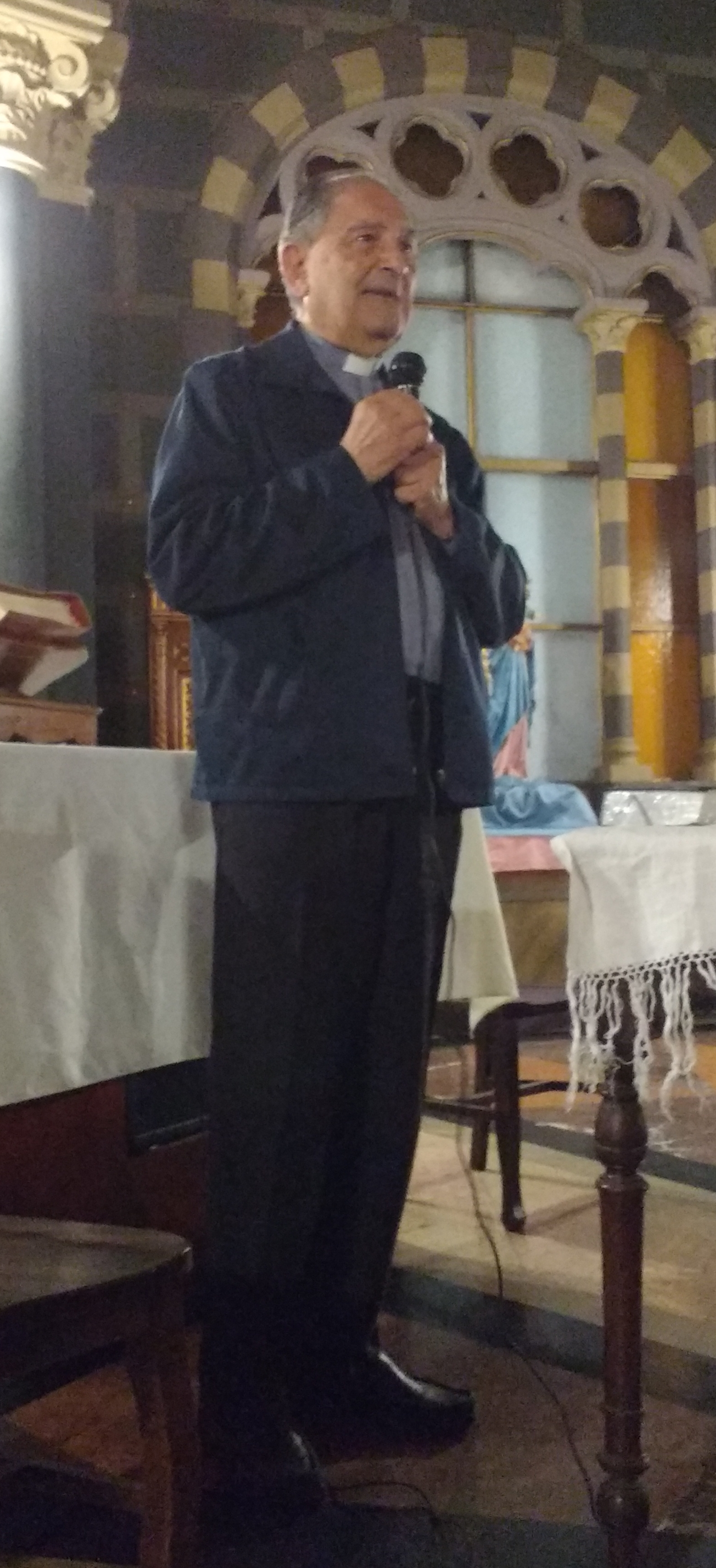
Luis H. Rivas durante una conferencia, el 25 de septiembre de 2018.

El 8 de marzo de 1991 le fue conferido el título honorífico de prelado de Honor de Su Santidad durante el papado de Juan Pablo II.
El 21 de agosto de 2008 fue nombrado profesor emérito de la Universidad Católica Argentina, y el 11 de junio de 2014 se le otorgó el doctorado honoris causa por su constante entrega al estudio de las Sagradas Escrituras y a la enseñanza bíblica en la Argentina. Durante la ceremonia destacó el saludo enviado por el cardenal Jorge Mejía, quien fue profesor de Sagradas Escrituras de Rivas cuando estudiaba en la facultad. Citando al padre Marie-Joseph Lagrange, fundador de la Escuela bíblica y arqueológica francesa de Jerusalén, Mejía se dirigió a Rivas con la frase «Mis alumnos se han convertido en mis maestros».
En 2003 el arzobispo emérito de la arquidiócesis de Tucumán Luis Héctor Villalba resaltó el espíritu sacerdotal y la dimensión pastoral de la investigación, docencia y extensión universitarias de Luis Rivas.
En una publicación de 2008 en honor de Luis Rivas, se señaló que la motivación de la presentación de ese libro era:

[...] expresar nuestro elogio académico a Luis Heriberto Rivas, uno de los grandes «servidores de la Palabra» de la Iglesia de Dios que peregrina en Argentina, un biblista reconocido a nivel nacional e internacional que se inscribe en una lista que reúne a grandes figuras como J. Straubinger, J. Mejía, J. S. Croatto, A. Levoratti, E. Nardoni, H. Lona y H. Simian-Yofre, entre otros.

## Publicaciones del autor

### Libros y capítulos de libros
- Rivas, L. H. (1977). La oración que Jesús nos enseñó. 96 pp. Buenos Aires: Editora Patria Grande. ISBN 978-950-546-069-4.
- –––- (1981). Qué es un Evangelio. Buenos Aires: Talleres Gráficos Conforti/Editorial Claretiana. pp. 95 pp.
- Dellaferrera, N. C.; Gera, L.; Rivas, L. H.; Nadur Dalla, M. Á.; Sudar, P. (1987). Evangelización, liberación y reconciliación: hacia la "Nueva Evangelización". 189 pp. Buenos Aires: Ediciones Facultad de Teología de la UCA-Sociedad Argentina de Teología-Ediciones Paulinas. ISBN 978-950-09-0703-3.
- Rivas, L. H. (1988). «Lento para la ira. Makrothymía de Dios y makrothymía de los hombres». Evangelización, Liberación y Reconciliación. Buenos Aires: Paulinas. pp. 35-83.
- –––- (1994). «La figura del extranjero en la Sagrada Escritura: acogida y camino».  En Auza, Néstor Tomás, ed. El éxodo de los pueblos. Colección de textos básicos para seminarios latinoamericanos, volumen IV. Bogotá: CELAM (DEVYM). pp. 83-100.
- –––- (1994). «Los salmos en el Nuevo Testamento».  En Autores varios, ed. Los salmos en la liturgia romana. Buenos Aires: Conferencia Episcopal Argentina. pp. 61-93.
- –––- (1995). «La Eucaristía y las comidas de Jesús».  En Autores varios, ed. La Eucaristía, fuente y culmen de la vida cristiana. Buenos Aires: San Pablo. pp. 115-138. :* –––- (1996). «La Iglesia santa y necesitada de purificación».  En Rovai, José, ed. La alegría de la conversión. Buenos Aires: Conferencia Episcopal Argentina. pp. 7-41.
- –––- (1996). La tradición del jubileo en la Sagrada Escritura. Buenos Aires: Conferencia Episcopal Argentina.
- Rivas, L. H. (1997). «"Aquí vengo, Dios, para hacer tu voluntad" (Heb 10, 7)».  En Ferrara, Ricardo; Galli, Luis María, ed. Presente y futuro de la teología en Argentina: homenaje a Lucio Gera. Buenos Aires: Ediciones Paulinas. pp. 307-318. ISBN 950-09-1208-2.
- –––- (1998). «El Espíritu Santo en el Evangelio de san Juan».  En Galli, Carlos María; Ferrara, Ricardo, ed. El soplo de Dios: diez lecciones sobre el Espíritu Santo. Ed. Paulinas. pp. 35-54. ISBN 950-09-1269-4.
- –––- (1998). El Espíritu Santo en las Sagradas Escrituras. 144 pp. Buenos Aires: Ed. Paulinas. ISBN 978-950-09-1225-9.
- –––- (1999). Dios Padre en las Sagradas Escrituras. Buenos Aires: Ed. Paulinas. ISBN 978-950-09-1279-2.
- –––- (2001). Qué es un Evangelio. Edición actualizada, 116 pp. Editorial Claretiana. ISBN 978-950-512-401-5.
- –––- (2006) [1992]. Las bienaventuranzas. 104 pp. Buenos Aires: Editorial Lumen. ISBN 978-987-00-0587-2.
- Rivas, L. H.; Cargnel, G.; Bustamante Zenji, R.; Oesterheld, J.; Kreiman-Brill, Á.; Bautista, G. F.; Krüger, R. (2006). ¿Dónde estaba Dios? La fe ante las catástrofes naturales. Buenos Aires: Editorial Lumen. ISBN 987-00-0595-0.
- Rivas, L. H. (2007) [2001]. Los libros y la historia de la Biblia: introducción a las Sagradas Escrituras. 222 pp. Buenos Aires: San Benito. ISBN 978-987-98621-2-4.
- –––- (2007) [2001]. San Pablo: su vida, sus cartas, su teología. 186 pp. Buenos Aires: San Benito. ISBN 978-987-1007-23-3.
- –––- (2004). Evangelios Apócrifos. 189 pp. Buenos Aires: Editorial Claretiana. ISBN 978-950-512-519-7.
- Rivas, L. H.; Fernández, V. M. (2005). La palabra viva y actual: estudios de actualización bíblica. 150 pp. Buenos Aires: San Benito. ISBN 978-987-1177-17-2.
- –––- (2005). «La dimensión espiritual de la Sagrada Escritura: la Lectio Divina».  En Galli, Carlos María; Fernández, Víctor Manuel, ed. Teología y espiritualidad: la dimensión espiritual de las diversas disciplinas teológicas. Buenos Aires: San Pablo. pp. 45-59. ISBN 950-861-787-X.
- –––- (2005). «El Dios unigénito, revelador del Padre: problemas textuales en Jn 1, 18».  En Fernández, Víctor; Galli, Carlos, ed. Dios es Espíritu, Luz y Amor. Homenaje a Ricardo Ferrara. Serie Pensamiento en Diálogo. Buenos Aires: Universidad Católica Argentina. pp. 350-358. ISBN 950-44-0042-6.
- Rivas, L. H. (2005) [1979 en Editora Patria Grande]. Felices los pobres. Selección de textos patrísticos. 104 pp. Madrid: EDIBESA. ISBN 978-84-8407-567-7.
- –––- (2006). Ser cristiano. 126 pp. Buenos Aires: Editorial Claretiana. ISBN 978-950-512-575-3.
- –––- (2006). Los gnósticos y el Evangelio de Judas. 139 pp. Buenos Aires: Grupo Editorial Lumen. ISBN 978-987-00-0615-2.
- –––- (2007). Carta a los Hebreos. 92 pp. Buenos Aires: Editorial Claretiana. ISBN 978-950-512-615-6.
- –––- (2007). «La presencia de Jesús en la Palabra».  En Fernández, Víctor Manuel; Galli, Carlos María, ed. Presencia de Jesús. Caminos para el encuentro. pp. 127-150. ISBN 978-950-861-912-9.
- –––- (2008) [2005]. El Evangelio de Juan. Introducción, teología, comentario. 568 pp. Buenos Aires: San Benito. ISBN 987-1177-18-6.
- –––- (2008). Pablo y la Iglesia. Ensayo sobre “las eclesiologías” paulinas. 252 pp. Buenos Aires: Claretiana. ISBN 978-950-512-654-5.
- –––- (2008). «La nueva imagen de Dios».  En Fernández, Víctor Manuel; Galli, Carlos María, ed. Eros y Agape: Comentario a 'Deus caritas est'. Buenos Aires: San Pablo. pp. 45-59. ISBN 978-950-861-987-7.
- –––- (2010). Diccionario para el estudio de la Biblia. 200 pp. Buenos Aires: Amico. ISBN 978-987-25195-1-3.
- –––- (2010). Diccionario de personas y lugares de la Biblia. 302 pp. Buenos Aires: Amico. ISBN 978-987-25195-4-4.
- –––- (2010). La pena de muerte: ¿solución o desprecio por la vida?. Buenos Aires: Editorial Claretiana. ISBN 978-950-512-047-5.
- –––- (2012). Diccionario de símbolos y figuras de la Biblia. 206 pp. Buenos Aires: Amico. ISBN 978-987-25195-5-1.
- –––- (2013) [1987]. El rosario meditado. 80 pp. Buenos Aires: Paulinas. ISBN 978-987-09-0299-7.

#### Comentarios bíblicos
- Rivas, L. H. (1998). «El libro de Baruc».  En Farmer, William R., ed. The International Catholic Bible Commentary. Dallas, Texas: University of Dallas. ISBN 978-0-8146-2454-8. Versión española: Comentario Bíblico Internacional, Estella (Navarra)–Verbo Divino, 1999.
- Rivas, L. H. (1998). «La Carta de Jeremías».  En Farmer, William R., ed. The International Catholic Bible Commentary. Dallas, Texas: University of Dallas. ISBN 978-0-8146-2454-8. Versión española: Comentario Bíblico Internacional, Estella (Navarra)–Verbo Divino, 1999.